# ACM Multimedia
Die ACM Multimedia (ACM-MM) ist eine wissenschaftliche Konferenzserie der ACM, die sich mit verschiedenen Aspekten von Multimedia beschäftigt. Das Themenspektrum reicht von den zugrundeliegenden Techniken und Theorien über Multimedia Anwendung bis hin zu Multimedia Servern und Netzwerken. Sie wird im Allgemeinen als die renommierteste Konferenz auf dem Gebiet Multimedia angesehen. 2006 bewertete der australische Verband Computing Research and Education Association of Australasia die Konferenz als excellent (A+ class). Die ACM Multimedia wird von SIGMM, eine Special-Interest-Group für Multimedia, organisiert.

## Konferenzorte
Die Konferenz findet seit 1993 jährlich statt.
- 2002 Juan-les-Pins (Frankreich)
- 2003 Berkeley (USA)
- 2004 New York City (USA)
- 2005 Singapur
- 2006 Santa Barbara (USA)
- 2007 Augsburg
- 2008 Vancouver (Kanada)
- 2009 Peking
- 2010 Florenz
- 2011 Scottsdale (USA)
- 2012 Nara (Japan)
- 2013 Barcelona (Spanien)
- 2014 Orlando (USA)
- 2015 Brisbane (Australien)
- 2016 Amsterdam